# The Living Daylights (Lied)
The Living Daylights (englisch für ‚Das lebendige Tageslicht‘) ist ein Lied der norwegischen Band a-ha aus dem Jahr 1987. Das Stück ist der Titelsong des gleichnamigen Films The Living Daylights, auf Deutsch erschienen als James Bond 007 – Der Hauch des Todes. Es wurde von John Barry und Pål Waaktaar geschrieben sowie von Barry für den Soundtrack produziert.

## Hintergrund
Die Filmmusik zu dem Film The Living Daylights wurde von John Barry komponiert. Es handelte sich dabei um den ersten James-Bond-Film, in dem Timothy Dalton  die Hauptrolle als James Bond spielte, und zugleich um den letzten Bond-Soundtrack, der von John Barry geschrieben wurde. Durch den großen Erfolg des Liedes A View to a Kill von Duran Duran als Titelsong des letzten Bondfilms entschied Barry, erneut populäre Bands in den Soundtrack aufzunehmen. Angefragt wurden die Pet Shop Boys, die auch direkt mit der Arbeit begannen und einen vollständigen Soundtrack für den Film schrieben. Barry lehnte diesen jedoch ab und die Band veröffentlichte ihren Titeltrack als This Must Be The Place I Waited Years To Leave auf dem Album Behaviour 1990. Er entschied sich stattdessen für die norwegische Band a-ha für den Titelsong, die mit ihren beiden bisherigen Alben vor allem in Europa sehr erfolgreich waren, und nahm zusätzlich zwei Lieder von The Pretenders, nämlich Where Has Everybody Gone und If There Was A Man, in den Soundtrack auf. Er brach damit zugleich auch mit der Tradition, den Titelsong sowohl zu Beginn wie auch im Abspann des Films zu spielen und ermöglichte es so, mehrere Lieder pro Bond-Film vermarkten zu können.
Den Song schrieben John Barry und der Songschreiber von a-ha, Pål Waaktaar; eingesungen wurde er von a-ha mit Morten Harket als Sänger. Das Titelthema wurde, in der Regel mit der gleichen Rock-Instrumentierung, von Barry zudem als Motiv für die musikalische Untermalung von Actionszenen im Film übernommen.

## Veröffentlichung und Rezeption
Der Soundtrack zum Film erschien am 13. August 1987 mit Erscheinen des Films bei Warner Bros. Records auf LP. Die Band a-ha veröffentlichte zeitgleich die Single mit dem Titelsong und konnte sich in den Singlecharts international platzieren. So erreichte sie in den deutschen Singlecharts Rang acht und verweilte 16 Wochen in den Charts. In der Schweiz stieg die Single ebenfalls bis auf Rang acht und war zehn Wochen in der Hitparade vertreten und in der österreichischen Single-Hitparade stieg sie bis auf Rang 18 und blieb acht Wochen in den Charts. In den britischen Charts erreichte die Single den fünften Rang und platzierte sich in den Charts für neun Wochen.
Laut filmtracks.com führte der „ausgeprägt europäische Klang von a-ha“ dazu, dass das Lied in Europa erfolgreicher wurde als in den Vereinigten Staaten, wo The Pretenders deutlich bekannter und mit ihren Beiträgen erfolgreicher waren.

## Coverversionen
Wie andere James-Bond-Lieder wurde auch The Living Daylights von verschiedenen Orchestern und Künstlern gecovert, vor allem im Rahmen von James-Bond-Collagen und -Kompilationen. So wurde es bereits 1987 von The London Starlight Orchestra im Rahmen des Albums The Living Daylights - 18 James Bond Film Themes als Orchesterversion aufgenommen. 1993 nahm das The Royal Philharmonic Orchestra das Lied in einer Zusammenstellung von James Bond Themes auf. 2002 veröffentlichte Dieter Reith zusammen mit dem SWR-Rundfunk-Orchester Kaiserslautern das Lied im Rahmen eines Albums mit dem Titel The Best of James Bond und 2006 erschien von den Prager Philharmonikern das Album Bond Royale - The Best Of James Bond, auf dem das Lied ebenfalls enthalten ist.
Die Death-Metal-Band Ten Masked Men nahm 1999 eine Coverversion des Liedes auf, eine weitere folgte 2004 von der südafrikanischen Band The Narrow.

## Belege
1. 1 2 3 4 5  The Living Daylights auf filmtracks.com; abgerufen am 6. Oktober 2020.
2. ↑  Johnny Cash, The Pet Shop Boys and Ace of Base: A history of rejected James Bond theme songs. newstalk.com, 29. Dezember 2015; abgerufen am 8. Oktober 2020.
3. ↑  John Barry – The Living Daylights (Original Motion Picture Soundtrack) bei Discogs
4. ↑  a-ha – The Living Daylights bei Discogs
5. ↑  a-ha – The Living Daylights. offiziellecharts.de, abgerufen am 6. Oktober 2020.
6. ↑  a-ha – The Living Daylights. hitparade.ch, abgerufen am 6. Oktober 2020.
7. ↑  a-ha – The Living Daylights. hitparade.at, abgerufen am 6. Oktober 2020.
8. ↑  a-ha – The Living Daylights. officialcharts.com, abgerufen am 6. Oktober 2020.
9. ↑  The London Starlight Orchestra – The Living Daylights - 18 James Bond Film Themes bei Discogs; abgerufen am 8. Oktober 2020.
10. ↑  The Royal Philharmonic Orchestra – James Bond Themes bei Discogs; abgerufen am 8. Oktober 2020.
11. ↑  Dieter Reith, SWR-Rundfunk-Orchester Kaiserslautern – The Best of James Bond bei Discogs; abgerufen am 8. Oktober 2020.
12. ↑  The City Of Prague Philharmonic – Bond Royale - The Best Of James Bond bei Discogs; abgerufen am 8. Oktober 2020.
13. ↑  The Living Daylights auf cover.info; abgerufen am 6. Oktober 2020.